# Baldwinara
× Baldwinara (abreviado Bdwna) es un híbrido intergenérico entre los géneros de orquídeas Aspacia × Cochlioda × Odontoglossum × Oncidium. Fue publicado en Orchid Rev. 91(1079, cppo): 8 (1983).